# 第35回読売新聞社杯全日本選抜競輪
第35回読売新聞社杯全日本選抜競輪は、2020年2月8日から11日まで、豊橋競輪場で行われた競輪のGI競走である。
優勝賞金は3,040万円（副賞含む）。

## 決勝戦

### 競走成績
- 2月11日（火・祝）第12レース[3]
- 誘導員…笠松信幸（愛知）[4]

| 着 | 車番 | 選手       | 登録地 | 級 班 | 着差     | 決まり 手 | 上がり (秒) | H/B | 特記           |
| -- | ---- | ---------- | ------ | ----- | -------- | --------- | ----------- | --- | -------------- |
| 1  | 9    | 清水裕友   | 山口   | SS    |          | 捲り      | 11.6        |     | 走注（内圏線） |
| 2  | 5    | 平原康多   | 埼玉   | SS    | 3/4車輪  | 差し      | 11.2        |     |                |
| 3  | 6    | 山田英明   | 佐賀   | S1    | 1/4車輪  |           | 11.3        |     |                |
| 4  | 1    | 佐藤慎太郎 | 福島   | SS    | 1車身    |           | 11.2        |     |                |
| 5  | 7    | 郡司浩平   | 神奈川 | SS    | 1/8車輪  |           | 11.1        |     |                |
| 6  | 4    | 和田健太郎 | 千葉   | S1    | 1車身    |           | 11.1        |     |                |
| 7  | 2    | 村上博幸   | 京都   | SS    | 3車身    |           | 12.0        |     |                |
| 8  | 8    | 三谷竜生   | 奈良   | S1    | 1車身1/2 |           | 12.2        | SJ  |                |
| 9  | 3    | 松浦悠士   | 広島   | SS    |          |           | -           | HB  | 落携入         |

### 配当金額
- 上段：複式、下段：単式

| 2枠連     | 2枠連     | 2車連       | 2車連       | 3連勝        | 3連勝        | ワイド          | ワイド                             |
| 76,731票  | 76,731票  | 191,710票   | 191,710票   | 887,142票    | 887,142票    | 89,247票        | 89,247票                           |
|           |           |             |             |              |              |                 |                                    |
| 4=6       | 460円 (2) | 5=9         | 710円 (3)   | 5=6=9        | 3,170円 (11) | 5=9 6=9 5=6     | 340円0 (3) 490円0 (6) 1,220円 (18) |
| 6-4       | 680円 (2) | 9-5         | 1,070円 (3) | 9-5-6        | 7,170円 (19) | 5=9 6=9 5=6     | 340円0 (3) 490円0 (6) 1,220円 (18) |
|           |           |             |             |              |              |                 |                                    |
| 116,650票 | 116,650票 | 1,496,914票 | 1,496,914票 | 10,087,989票 | 10,087,989票 | 計 12,946,383票 | 計 12,946,383票                    |

### レース概略
清水がGI初優勝。山口勢によるGI級タイトルは、1957年（昭和32年）高松宮記念杯（当時は高松宮妃賜杯）の西村亀以来となる通算2回目。

## 特記事項
- 豊橋でのGI開催は、開場以来初めてとなった[12]。

- キャッチコピーは、「豊橋でG1 ええじゃないか」[13]。ポスターのイラストは、漫画『Odds “VERSUS!”』を連載中の漫画家・石渡治が担当。

- ファンサービスでは、「ニッカンPDF新聞」が連日無料提供された[14]。

- 開催2日目の入場者数は、11,617人を記録した[15]。この日はチョコレートプラネットによる爆笑ライブや[16]、競輪評論家らによる「レジェンド歌合戦」などのイベントも催された[17]。

- 地上波の決勝戦中継は「坂上忍の勝たせてあげたいTV ～読売新聞社杯 全日本選抜競輪2020～」《日本テレビ系列全国ネット》[18][19]。

- シリーズ全体での目標額は85億円だったが、シリーズ全体での総売上額は前年比101.3%となる84億1005万7500円[20]。目標額には惜しくも届かなかった[11][21]が、第31回大会以降減少が続いていた総売上は、5年ぶりに前年を上回った。

### 競走データ
- この年に予定されていた2020年東京オリンピック出場を目指す脇本雄太・新田祐大・深谷知広らは、ナショナルチームでの活動を優先して不参加となった。